# جین بنت
 جین بنت  (به انگلیسی: Jane Bennet) یکی از شخصیت‌های اصلی رمان غرور و تعصب نوشته جین آستن است.

## توضیحات
جین، بزرگ‌ترین فرزند خانواده بنت است و از دیگر خواهرانش زیباتر و نیک‌سرشت‌تر میباشد. او یار، غم‌خوار، دل‌سوز و خیرخواه اعضای خانواده است و پیوسته به گشودن گره از کارشان می‌اندیشد. داستان جین در رمان از جایی پررنگ می‌شود که چارلز بینگلی به شهرشان هرتفوردشر می‌آید و جنب و جوشی در خانواده‌های دور و بر، که او را مورد خوبی برای دختران خود می‌دانند، پدید می‌آورد. در مهمانی‌هایی که چارلز، برگزار می‌کند با جین آشنا می‌شود و این دو کم‌کم دل به هم می‌دهند و آشکارا به یکدیگر مهر می‌ورزند به گونه‌ای که عشق‌شان از اطرافیانشان پنهان نمی‌ماند. ولی به ناگاه چارلز در پی سخنان و کارشکنی فیتزویلیام دارسی ندرفیلد را ترک کرده به لندن می‌رود و جین مهربان را با اندوه، افسردگی و گوشه‌گیری تنها می‌گذارد…